# Hanazono Rugby Stadium
Hanazono Rugby Stadium (東大阪市花園ラグビー場?, Higashiōsaka-shi Hanazono ragubī-ba), letteralmente Stadio di rugby Higashi Osaka Hanazono, è uno stadio di rugby a 15 di Higashiōsaka, città della prefettura di Osaka.
Inaugurato nel 1929 come impianto sportivo aziendale, si tratta del primo stadio asiatico costruito espressamente per il rugby e, nel corso della sua quasi secolare attività, oltre ad avere ospitato numerosi incontri nazionali, è stato palcoscenico delle esibizioni in Giappone di diverse squadre estere sia di club che nazionali.
Nel 2019 fu una delle sedi destinate a ospitare la Coppa del Mondo di rugby organizzata dal Giappone; a tal fine affrontò una ristrutturazione nel biennio precedente per dotarla di strutture adatte a una competizione internazionale, compresa l'illuminazione notturna.

## Storia
L'idea dello stadio nacque a ottobre 1928 quando il principe Chichibu, fratello minore del futuro imperatore Hirohito e amante del rugby, viaggiando su un treno dell'allora Osaka Electric Orbit Company (oggi Ferrovie Kintetsu), osservò che sui terreni deserti di pertinenza della compagnia ferroviaria avrebbero potuto essere costruiti impianti sportivi, specialmente di rugby; due mesi dopo la compagnia decise di mettere in cantiere lo stadio e anche fondare una squadra di rugby; entrambi furono presentati un anno dopo, a novembre 1929,
I primi ospiti di prestigio giunsero nel 1932: una formazione universitaria incontrò la nazionale del Canada.
Con lo scoppio della seconda guerra mondiale lo stadio, ribattezzato Hanazono Training Field, divenne il terreno d'allenamento dei piloti dell'aviazione militare; inoltre il metallo del tetto fu smontato per produrre armi e il prato di gioco divenne un orto di guerra.
Dopo il conflitto lo stadio fu requisito dal comando delle forze alleate, che lo utilizzò come impianto di football americano, mentre invece i sottoscala delle gradinate furono adibiti a magazzino; nel 1949 Hanazomo fu restituito ai proprietari che iniziarono l'opera di rinnovamento a partire dal terreno.
Nel 1953, a lavori di rinnovamento ultimati, lo stadio ospitò la formazione inglese dell'Università di Oxford contrapposta a una selezione di giocatori provenienti da tutto il Giappone.
A 50 anni dall'inaugurazione, nel 1981, fu installato un tabellone segnapunti da 300 milioni di yen (circa 1,5 miliardi lire dell'epoca o 750000 € nominali) e, nel 1983, lo stadio assunse il nome di Kintetsu Hanazono Rugby Stadium.
Ancora, Oxford fu ospite dello stadio a fine anni novanta dopo un'ulteriore ristrutturazione e al contempo fu inaugurato un museo del rugby sotto una delle due curve dell'impianto.
Nel 2015 Hanazono fu destinato a sede di incontri della fase a gironi della Coppa del Mondo di rugby 2019 e per tal motivo la città di Higashiōsaka, nel frattempo divenuta proprietaria dell'impianto, tornato a essere rinominato Hanazono Rugby Stadium, intraprese una serie di lavori durati circa due anni durante i quali furono ristrutturati gli spogliatoi, cambiati  i pali delle porte e portati a 17 metri d'altezza regolamentare, implementata l'illuminazione per gare in notturna, il tutto per un costo stimato di circa 7,26 miliardi di yen (circa 55 milioni di euro).

## Incontri internazionali di rilievo

### Rugby a 15
| Arbitro: | Nic Berry |

|                                                                                   |      |                                   |
| tecnica 10’ Allan 25’ Tebaldi 40’ Padovani 43’ Canna 46’ Polledri 69’ Minozzi 75’ | mt   | 5’ Stevens 56’ Greyling 78’ Plato |
| Allan 25’, 40’, 43’ Canna 46’, 75’                                                | tr   | 6’, 79’ Loubser                   |
|                                                                                   | c.p. | 50’ Loubser                       |

| Arbitro: | Jaco Peyper |

|                                   |    |                 |
| Montoya 6’, 16’, 25’ Carreras 19’ | mt | 29’, 65’ Veainu |
| Urdapilleta 6’, 16’, 19’, 25’     | tr | 29’ Takulua     |